# راکوئگتانگا
راکوئگتانگا شهری در شهرستان زیمتنگا در استان بام در بورکینافاسوی شمالی است و جمعیت آن ۲۷۳ نفر است.